# بني مداسن02 (سانية بركيك)
بني مداسن02 هي إحدى مشيخات المملكة المغربية، تتبع جغرافيا لإقليم سيدي بنور وإداريًا لسانية بركيك. يقدر عدد سكانها بـ 2883 نسمة حسب الإحصاء الرسمي للسكان والسكنى لسنة 2004.